# Le Rat Luciano
Le Rat Luciano, een pseudoniem van Christophe Carmona (Marseille, 9 april 1976) is een Franse rapper uit Marseille. Zoon van een vader uit Spanje en een moeder uit Martinique. Le Rat Luciano maakt deel uit van de bekende rap-formatie Fonky Family en doet een hoop samenwerkingen met andere rappers. In 2000 bracht hij een solo-album uit genaamd Mode de Vie... Béton Style.

## Discografie
- (2000) Mode De Vie… Béton Style